# Bob Ross
Robert Norman "Bob" Ross, född 29 oktober 1942 i Daytona Beach, Florida, död 4 juli 1995 i New Smyrna Beach, Florida (lymfom), var en amerikansk konstnär och programledare.
Bob Ross blev känd för en bred publik då han från 1983 fram till 1994 var programledare för The Joy of Painting, ett TV-program som ursprungligen sändes på kanalen PBS, där han under mer än 30 säsonger lärde ut grunder i oljemålning med sin karaktäristiskt lugna och avkopplande röst. Programmen var en halvtimme långa och man fick i realtid följa hur målningen växte fram. Programmen var utformade så att man enkelt skulle kunna måla i samma teknik hemma framför TV:n. Vissa av avsnitten leddes av gästkonstnärer, exempelvis Ross son Steve.
Sista avsnittet av The joy of painting sändes 17 maj 1994.
Ross tyckte också mycket om djur och hade även i några avsnitt med sig något djur att visa upp, exempelvis ekorrar och fåglar. Varje avsnitt resulterade i en färdig målning. Många av hans målningar föreställer vilda naturlandskap med motiv så som berg, sjöar och stugor influerade av åren han bodde i Alaska under sina tjänstgöringsår på en flygbas.